# Smaragdödla
Smaragdödla (Lacerta viridis) är en ödla med grönaktig kroppsfärg som förekommer i södra Europa. Tidigare sammanfattades den västra och den östra populationen till en enda art men numera avser Lacerta viridis den östra populationen medan den västra populationen räknas som Lacerta bilineata. Uppdelningen skedde under 1990-talet efter genetiska studier och då de två populationerna inte kan korsas med varandra.

## Utseende och anatomi
Smaragdödlan är stor jämförd med andra halsbandsödlor. Oavsett storleken kännetecknas arten av en smal kropp, ett spetsigt huvud och en lång svans, särskilt hos hannar. Svansen kan vara 1,6 till 2,3 gånger längre än övriga kroppen. Längden från nosen till svansroten går upp till 13 centimeter. Enskilda individer kan nå en total längd på 40 cm men vanligen är svansen hos vuxna individer skadad på grund av kontakt med fiender eller till följd av strider mellan olika smaragdödlor. Extremiteterna är stora jämfört med övriga kroppen.

## Utbredning och habitat
Artens utbredningsområde sträcker sig från södra Tyskland (östra Bayern), östra Österrike, Slovenien och Italiens nordöstra hörn över Balkanhalvön till Ukraina och Turkiet. Dessutom lever en isolerat population i östra Brandenburg. För en population vid berget Kaiserstuhl i sydvästra Tyskland pågår undersökningen om den tillhör den östra eller den västra arten.
Smaragdödlan föredrar soliga sluttningar, oftast riktade åt söder, med en blandning av öppna ställen och olika sorters vegetation. Liknande förhållanden finns bland annat vid torra skogskanter, vinodlingar med gräs som undervegetation, något fuktiga ängar, hed, väg- och järnvägsdammar, ansamlingar av björnbärs- eller slånbärsbuskar och vid fruktträdsodlingar med glest fördelade träd.

## Levnadssätt
Individerna är aktiva på dagen och solbadar oftast på morgonen och under kvällen en längre stund. De letar efter födan bland den befintliga vegetationen. Vid fara flyr de snabba till tätare växtansamlingar, bergssprickor eller andra hålrum.
Arten livnär sig främst på ryggradslösa djur som insekter, spindeldjur, gråsuggor och snäckor. Den äter även små ryggradsdjur som ungar av möss och av andra reptiler. Dessutom ingår olika ägg och bär i födan. Smaragdödlan jagar aktivt med hjälp av synen och luktsinnet. Bytena fångas med tänderna och slukas direkt eller tuggas sönder. Hårda delar som insekternas styva täckvingar skakas av före.
I kallare trakter övervintrar smaragdödlan i frostskyddade jordhålor. Under våren kommer först hannarna, sedan honorna och till slut ungarna fram till markytan. Under senvåren börjar parningsleken. Hannarna försvarar sina revir genom att strida mot varandra eller imponera på varandra. Under striden bits individerna eller jagar efter varandra. När en hanne träffar på en parningsberedd hona biter han honan först i svansen och så vandrar de tillsammans en längre tid. Sedan biter hannen i honans kroppssida innan de kopulerar flera minuter. I vissa fall parar sig en individ med flera individer av det motsätta könet.
Efter 3 till 6 veckor lägger honan 5 till 23 ägg med en diameter på cirka en centimeter. Äggen förvaras i troligen självgrävda jordgrottor som har en längd på ungefär 30 cm och som ligger cirka 10 cm under markytan. Äggen bevakas av honan några dagar, även mot andra honor.
Beroende på regionens temperatur kläcks äggen efter 70 till 100 dagar. Då äggen upptar vatten ökar de i volymen med cirka en tredje del. Nykläckta ungar är ungefär 8 till 10 cm långa. Efter cirka två år blir de könsmogna. Livslängden uppskattas med 10 till 12 år men 82 till 90 procent av ungarna dör under första levnadsåret.

## Hot
Det största hotet mot arten utgörs av habitatförstörelse, främst i utbredningsområdets norra del. Lämpliga platser försvinner på grund av vägbyggen eller anläggning av ny skog. Även pesticider som används på jordbruksmark utgör ett hot. IUCN listar arten på grund av det jämförelsevis stora utbredningsområde som livskraftig (least concern).